# اصل دومینو
اصل دومینو (انگلیسی: The Domino Principle) که در ایران با نامِ بازی بزرگان شناخته می‌شود، یک فیلم مهیج آمریکایی است که در سال ۱۹۷۷ منتشر شد.